# Skalná Alpa
Skalná Alpa (1463 m) – jeden z wyższych i bardziej charakterystycznych szczytów w grupie górskiej Wielkiej Fatry w Karpatach Zachodnich na Słowacji.

## Położenie
Skalná Alpa leży we wschodnim, tzw. liptowskim ramieniu Wielkiej Fatry. Nazwą tą określa się spiętrzenie grzbietu wyżej wymienionego ramienia pomiędzy szczytami Rakytova na południu i Małej Smrekowicy na północy. Od północnego zachodu pod szczyt podchodzi dolina Blatná, zaś od południowego zachodu – boczna gałąź doliny Rakytov (obie to wschodnie odgałęzienia Doliny Lubochniańskiej). Od wschodu pod stoki Skalnej Alpy podchodzą górne rozgałęzienia doliny Skalné, którą spływa Skalný potok – lewobrzeżny dopływ Revúcy. W kierunku północno-wschodnim od spiętrzenia Skalnej Alpy odgałęzia się grzbiet, przechodzący nieco dalej w potężny masyw Smrekovicy.

## Geologia i morfologia
Omawiany szczyt posiada dość urozmaiconą budowę geologiczną. Budują go wapienie i dolomity na podłożu granitowym. Skalná Alpa to w zasadzie wyraźnie spiętrzony, ostry, miejscami dość kamienisty fragment grzbietu. Stoki opadające do dolin Blatná i Skalné, a zwłaszcza do tej pierwszej, są nadzwyczaj strome i pocięte kilkoma głębokimi żlebkami.

## Przyroda ożywiona i jej ochrona
Szczyt Skalnej Alpy porasta dość zwarty łan kosodrzewiny. Wschodnie stoki spiętrzenia szczytowego, mniej więcej po 1300 – 1280 m n.p.m., zajmują łąki i murawy wysokogórskie. Pozostałą część stoków aż po dna otaczających je dolin porastają lasy ze świerkiem, jodłą, bukiem i jaworem, miejscami o charakterze pierwotnym.
Większą część stoków masywu Skalnej Alpy obejmuje rezerwat Skalná Alpa o powierzchni 524,5 ha, powołany w 1964 r. 

## Turystyka
Tuż poniżej szczytu Skalnej Alpy, jej wschodnimi stokami, przebiega zielono znakowany szlak turystyczny z Rużomberku do Chaty pod Borišovom. Na szczyt wyprowadza krótka, nieznakowana ścieżka. Z tego też względu szczyt jest często odwiedzany.
Dookolna panorama ze szczytu należy do najładniejszych w całej Wielkiej Fatrze. Jest podobna do tej ze szczytu Rakytova, choć nieznacznie mniej rozległa (i przesłonięta na południu przez sam Rakytov).
Zimą wzdłuż grani szczytowej tworzą się miejscami duże nawisy śnieżne, wywieszone z reguły w kierunku wschodnim. Natomiast wschodnie, trawiaste stoki mogą stanowić teren zagrożony lawinami.
  Rużomberk – Krkavá skala – Pod Sidorovom – Sedlo pod Vtáčnikom – Vtáčnik – Vyšné Šiprúnske sedlo – Nižné Šiprúnske sedlo – Malá Smrekovica – Močidlo, hotel Smrekovica – Skalná Alpa – Tanečnica – Severné Rakytovské sedlo – Rakytov – Južné Rakytovské sedlo – Minčol – Sedlo pod Čiernym kameňom – Sedlo Ploskej – Chata pod Borišovom.

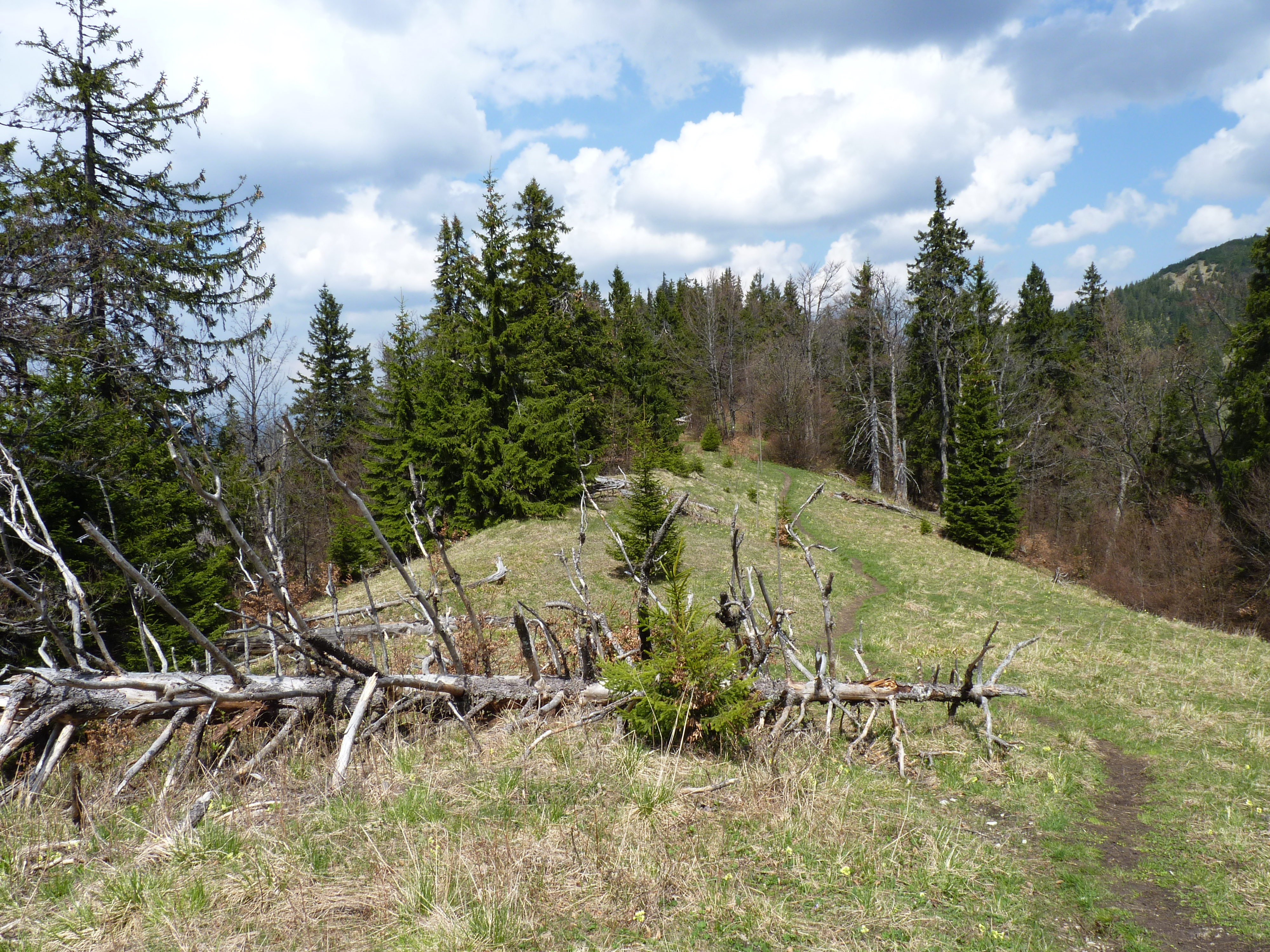
Grzbiet Skalnej Alpy
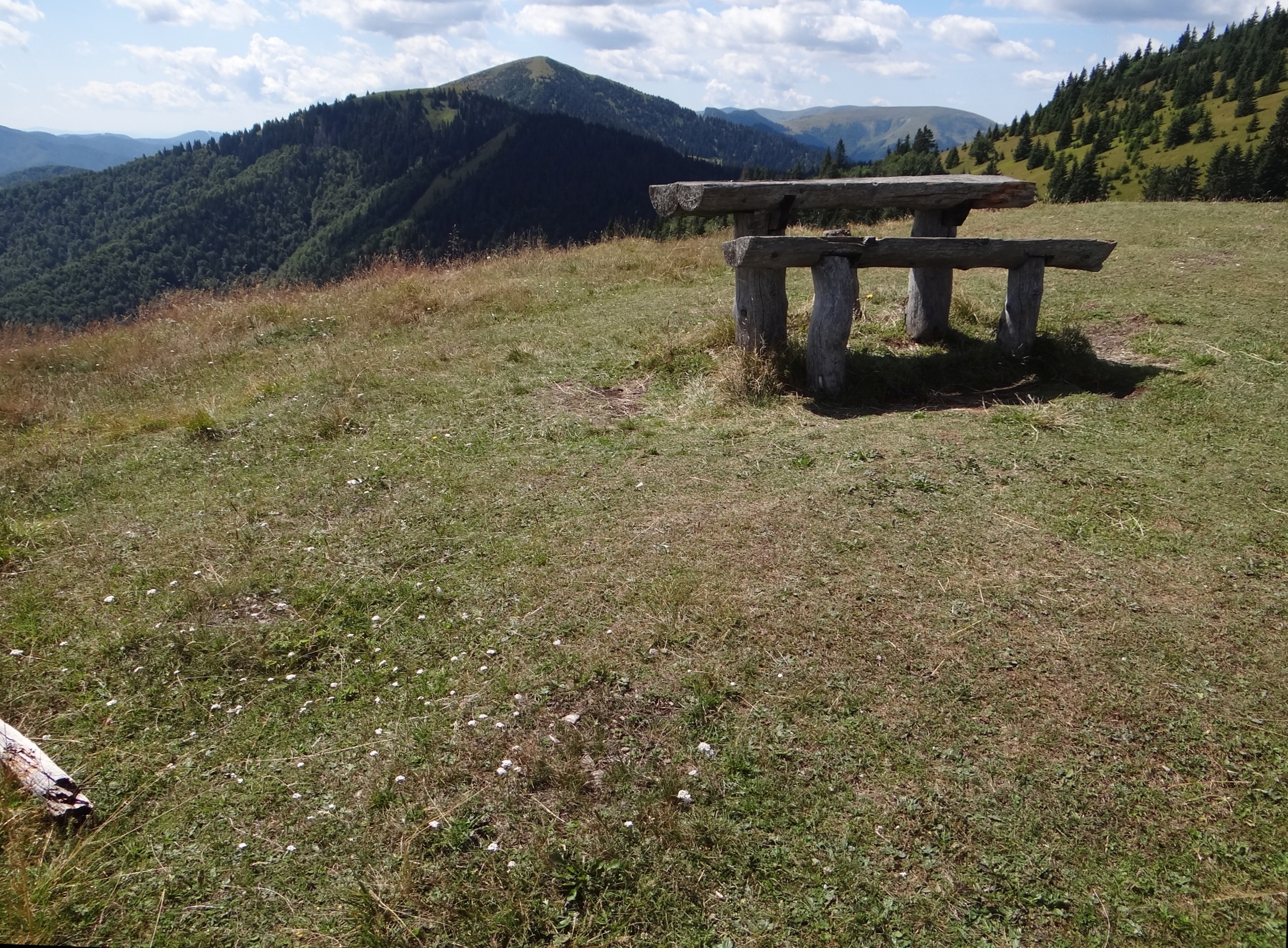
Grzbiet Skalnej Alpy
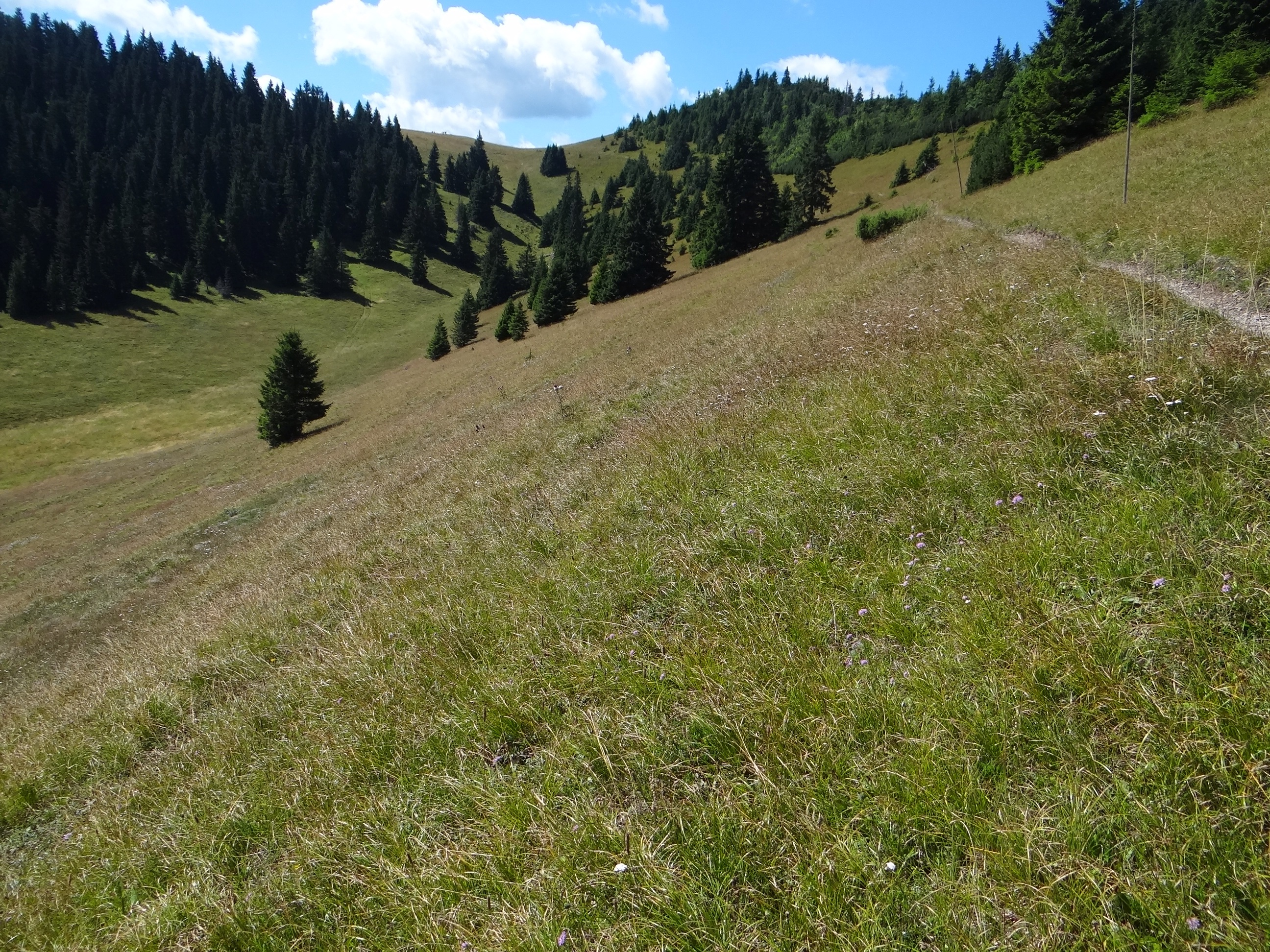
Grzbiet Skalnej Alpy
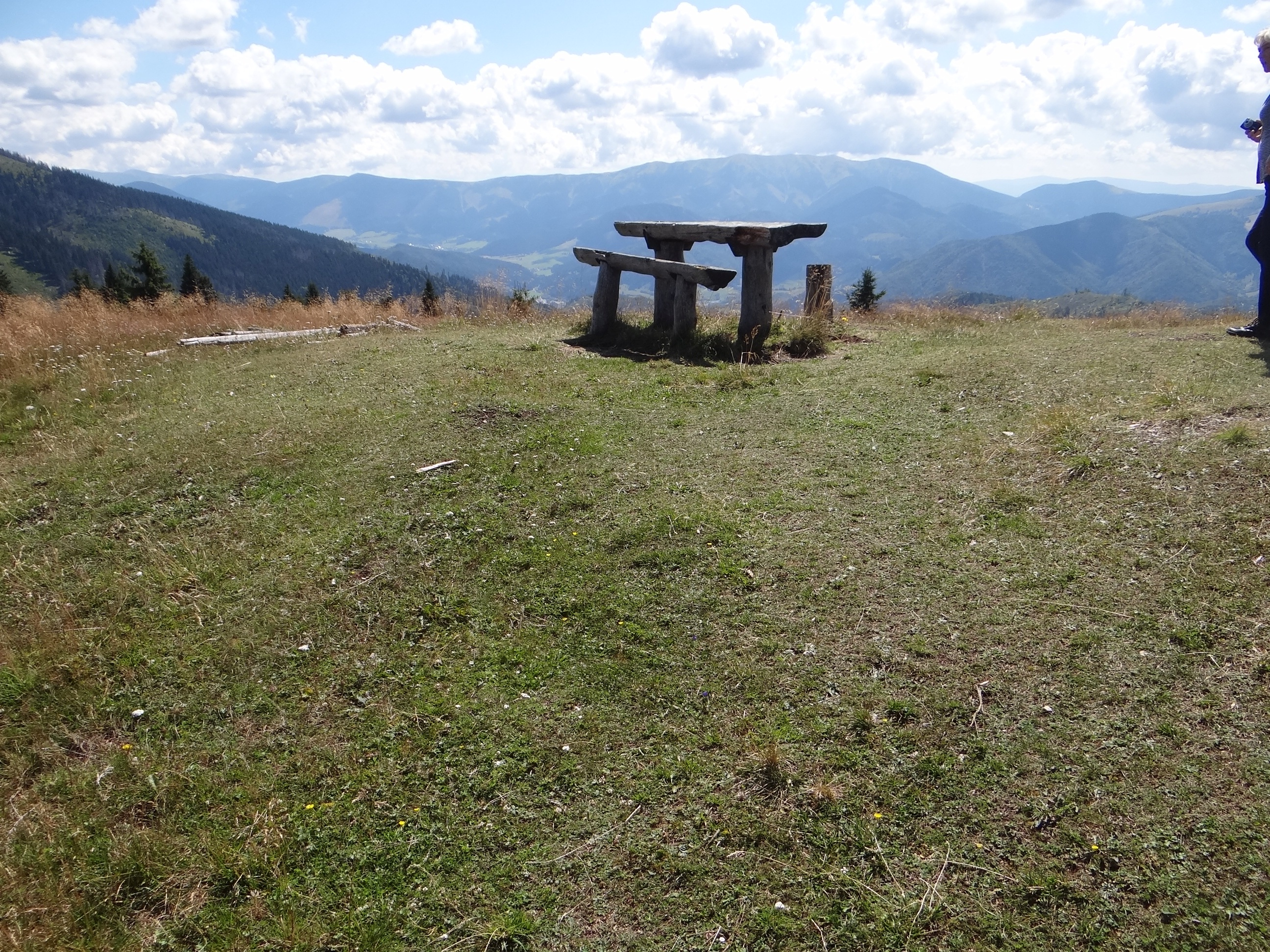
Grzbiet Skalnej Alpy
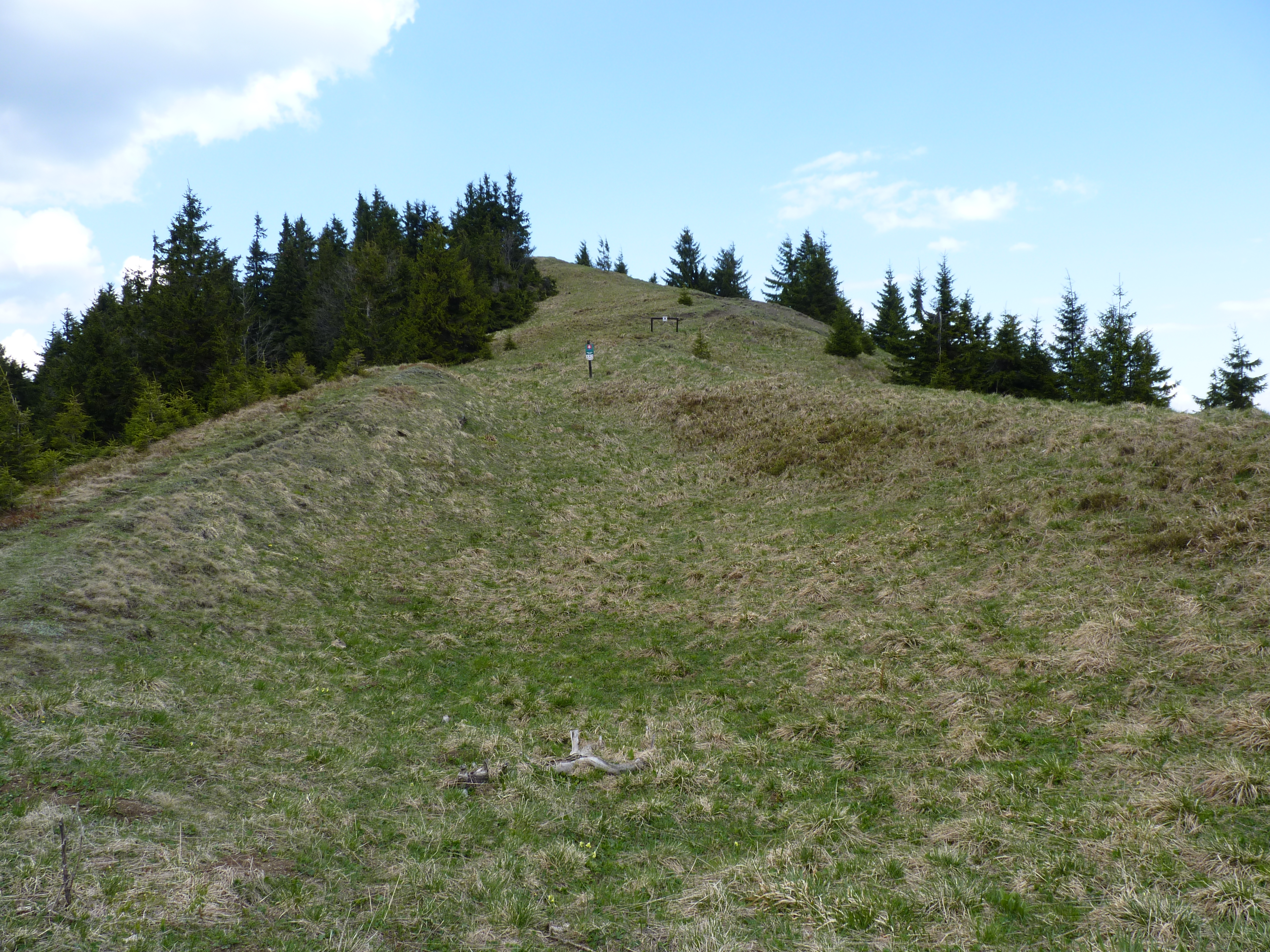
Grzbiet Skalnej Alpy